# Воланьский, Станислав
Станислав Воланьский (пол. Stanisław Wolański; 10 января 1918, Пёновице — 25 марта 1987, Варшава) — польский политический и военный деятель. Активный участник подавления антикоммунистического подполья. Главный комендант гражданской милиции в 1954–1956 годах.

## Биография
Родился в крестьянской семье. Окончил семь классов школы, три года учился в техническом училище. С юности придерживался коммунистических взглядов.
В 16-летнем возрасте вступил в Комсомол Западной Украины. Неоднократно арестовывался полицией за нелегальную коммунистическую деятельность. В 1936 году был приговорён к 2,5 годам тюремного заключения.

## Военный период
После присоединения Западной Украины к СССР служил в органах милиции НКВД. В 1939–1940 годах был начальником тюрьмы в Дрогобыче. В апреле 1941 года был призван в РККА.
В 1941–1943 годах служил в советских войсках. В декабре 1943 года был направлен в 1-й польский корпус. С февраля 1944 командир роты в Польском независимом специальном батальоне, созданном для разведывательно-диверсионной деятельности в тылу противника. Прошёл курсы парашютного десанта и минно-взрывного дела.
В июле 1944 переведён в качестве политрука в 1-ю польскую армию. Получил офицерское звание поручика. С февраля 1945 заместитель командира бригады внутренних войск по политической части в Кельце.

## Работа в силовых структурах
С июня 1945 в звании капитана – замполит 15-го спецполка Корпуса внутренней безопасности (КВБ). С октября 1945 по август 1946 – заместитель командира внутренних войск Нижней Силезии по политико-воспитательной части, до октября – по строевой части.
С октября 1946 по февраль 1948 в звании майора командовал внутренними войсками во Вроцлаве. В 1947 участвовал в операции «Висла», командовал 2-й бригадой КВБ, действовавшей против УПА. 1 сентября 1949 – 31 августа 1950 начальник штаба КВБ в звании подполковника.
Лично участвовал во многих операциях, перестрелках и столкновениях с антикоммунистическими повстанцами. При его участии были ликвидированы около 30 человек, захвачены в плен 55, изъяты 110 единиц оружия, уничтожено 192 бункера.
Политически придерживался жёсткой партийной линии. Состоял в ППР, с 1948 – в ПОРП.
С 1 сентября 1950 работал в центральный аппарат Министерства общественной безопасности (МОБ). Возглавлял III департамент борьбы с бандитизмом, занимавшийся подавлением вооружённого повстанчества. В 1951 организовал ликвидацию подпольных групп под Белостоком и в Люблинском воеводстве. С января по октябрь 1953 руководил IX департаментом МОБ (охрана промышленных объектов).
22 октября 1953 в звании полковника был назначен главным комендантом гражданской милиции ПНР. На этом посту он, несмотря на очевидное изменение общеполитического контекста, уделял приоритетное внимание борьбе с политическими противниками ПОРП, экономической спекуляцией и изъятием излишков сельхозпродукции в пользу государства. При этом организационная структура милиции пребывала в кризисном состоянии.

## Отставка
Политические изменения 1956 года, приведшие к польской десталинизации, отразились структурными и кадровыми изменениями в силовых структурах. 12 июня 1956 С. Воланьский был освобождён от должности главного коменданта гражданской милиции (на этот пост был назначен Рышард Добешак, ранее не служивший в силовых структурах).
Был направлен на учёбу в Академию Генерального штаба Польши. Не завершив курс, был отчислен в 1959 и уволен в запас.
После отставки работал на административных должностях в телекоммуникационной и электронной промышленности. Затем вышел на пенсию. В дальнейших политических событиях участия не принимал. Скончался в возрасте 69 лет.
Был женат, в браке с Хеленой Воланьской (урождённая Крупа) имел троих детей.